# Rutheni(III) bromide
Rutheni(III) bromide là một hợp chất vô cơ của rutheni và brom có công thức hóa học RuBr3. Nó là một chất rắn màu nâu sẫm bị phân hủy trên 400 ℃.

## Điều chế
Rutheni(III) bromide có thể được điều chế bằng phản ứng của kim loại rutheni với brom ở nhiệt độ và áp suất cao (720 K và 20 bar):
2Ru + 3Br2 → 2RuBr3

## Cấu trúc
Cấu trúc tinh thể của rutheni(III) bromide chứa các cột (RuBr3)∞ song song. Hợp chất trải qua sự chuyển pha xung quanh 384 K (111 ℃) từ cấu trúc hình thoi có thứ tự trong nhóm không gian Pnmm với khoảng cách Ru–Ru dài và ngắn xen kẽ giống như TiI3 lục giác có nhóm không gian P63/mcm với (trung bình) khoảng cách Ru–Ru bằng nhau. Trong đa hình, khoảng cách Ru–Ru không được cho là thực sự bằng nhau nhưng xuất hiện như vậy là do sự phân bố ngẫu nhiên của hai cấu trúc cột riêng biệt. Cả hai đa hình đều bao gồm các ion bromide xếp gần nhau hình lục giác.

## Hợp chất khác
RuBr3 còn tạo một số hợp chất với NH3, như:
- 2RuBr3·7NH3 là chất rắn dạng bột có bề ngoài tương tự muối phức chloride;[7]
- trans-RuBr3·4NH3 là chất rắn màu đỏ tím, dạng cis- là chất rắn màu đỏ nâu đậm;[8]
- RuBr3·5NH3 là tinh thể màu đỏ cam;[8]
- RuBr3·6NH3 là chất rắn màu vàng.[8]

RuBr3 còn tạo một số hợp chất với CS(NH2)2, như RuBr3·5CS(NH2)2 và RuBr3·6CS(NH2)2 đều là chất rắn màu xanh dương, tan trong nước.